# Чемут, Энтони
Энтони Чемут — кенийский бегун на средние дистанции, который специализируется в беге на 800 метров. Серебряный призёр чемпионата Африки среди юниоров 2011 года. Серебряный призёр чемпионата Африки 2012 года с результатом 1.44,53. На чемпионате мира среди юношей 2009 года бежал дистанцию 400 метров, но не смог выйти в финал.
На олимпийских играх 2012 года смог дойти до полуфинала.
Личный рекорд на дистанции 800 метров — 1.43,96.
Серебряный призёр соревнований Indoor Flanders Meeting 2013 года с результатом 1.47,06. Выступал на чемпионате мира 2013 года на дистанции 800 метров, где дошёл до полуфинала и в эстафете 4×400 на которой его команда не смогла выйти в финал, заняв предпоследнее место по итогам предварительных забегов.

## Сезон 2014 года
11 мая занял 6-е место на Seiko Golden Grand Prix — 1.48,23.